# Rodelas
Rodelas (Rodellas, Tuxá de Rodelas).- Pleme američkih Indijanaca porodice Tuxá nastanjeno u području rijeke São Francisco u brazilskoj državi Bahia. Tuxas de Rodelas danas žive na rezervatu AI Nova Rodelas, 450 (1989).  Druga grupa Tuxa Indijanaca, Tuxá de Ibotirama živi na reezrvatu AI Ibotirama. Kulturno su srodni susjednim plemenima, uključujući jurema-kult (Culto da Jurema).